# Аптека Ідельсона
Аптека Ідельсона (рос. Аптека Идельсона) — визначна пам'ятка в місті Таганрозі Ростовської області, що розташована у провулку Червоному, 23. Сучасна назва — аптека № 53.Згідно з Рішенням № 301 від 18 листопада 1992 року, будинок, в якому знаходилася аптека Ідельсона, визнано об'єктом культурної спадщини регіонального значення.

## Історія
Спочатку Р. Б. Ідельсон для розташування своєї аптеки орендував приміщення на сучасній вулиці Чехова. Потім для розвитку власної справи він купив двоповерховий будинок, на першому поверсі якого розмістилася та ж аптека в 1884 році. З часом аптека Ідельсона стала кращою в місті Таганрозі. До нашого часу збереглося зображення етикетки з аптеки Ідельсона.
Націоналізація аптеки відбулася 20 червня 1920 року. У аптекарському приміщенні стало працювати 9 осіб, на посаду головного провізора призначили В. Б. Нанкіна. Заклад став називатися аптекою № 53 і продовжив свою роботу. З кінця 1980-х років входить до складу ГПП «Фармація».

## Опис
Елементи, які були створені для декорування фасаду, розташовувалися без певної симетрії. Це були барельєфи, стрілчасті вікна, тонкі колонки. Зовнішній вигляд будинку був виконаний у стилі, схожим на готичний.